# Monte Rua
Der Monte Rua ist einer der Euganeischen Hügel in der venetischen Provinz Padua. Er liegt im Naturpark dieser Hügel auf dem Gebiet der Gemeinde Torreglia. Auf seinem Gipfel befindet sich eine Einsiedelei der Kamaldulenser.

## Infrastruktur
Von Torreglias historischem Ortsteil Torreglia Alta in 132 m Höhe führt eine schmale Straße aufwärts durch die Kastanienwälder bis zum Gitter vor der Einsiedelei. Auf halber Höhe liegt ein Restaurant mit einer weiten Aussichtsterrasse in die nordöstliche Euganeische Thermalregion mit den Kurbädern Montegrotto Terme und Abano Terme, an klaren Tagen bis nach Padua. Ein weiterer, höher gelegener Aussichtspunkt (Belvedere della Croce) öffnet den Blick nach Südost über Galzignano Terme und Battaglia Terme hinweg nach Monselice und darüber hinaus in die Ebene in Richtung Chioggia.

## Kamaldulenser-Einsiedelei
Die Einsiedelei war ursprünglich ein Benediktiner-Kloster, das 1339 durch zwei Kamaldulenser-Einsiedler zu Ehren der Mariä Verkündigung gegründet wurde. Der erste Holzbau wurde nach 1537 durch einen Steinbau ersetzt und erhielt bei diesem Umbau seine charakteristische, im Wesentlichen bis heute beibehaltene Form. Neben der einschiffigen Kirche (1542 errichtet) gibt es Gemeinschaftsräume (Refektorium, Kapitelsaal und Wanderherberge – foresteria) sowie 14 Mönchszellen (kombinierter Schlafraum und Studierzimmer) in kleinen Einzelhäusern; dazwischen liegen Obst- und Gemüsegärten, die von den Mönchen bestellt werden. Nach der Säkularisation durch Napoleon im Zuge des Untergangs der Republik Venedig lag die Anlage brach; 1863 wurde sie erneut durch Kamaldulenser besiedelt. Heute sind nur noch ca. ein Dutzend Ordensbrüder übrig.
Die Einsiedelei ist von einer 1,4 km langen Mauer umgeben, die umwandert werden kann. Der Zutritt ins Innere ist nur Männern zu bestimmten Zeiten und nur zum Zwecke des Gottesdienstbesuchs gestattet.

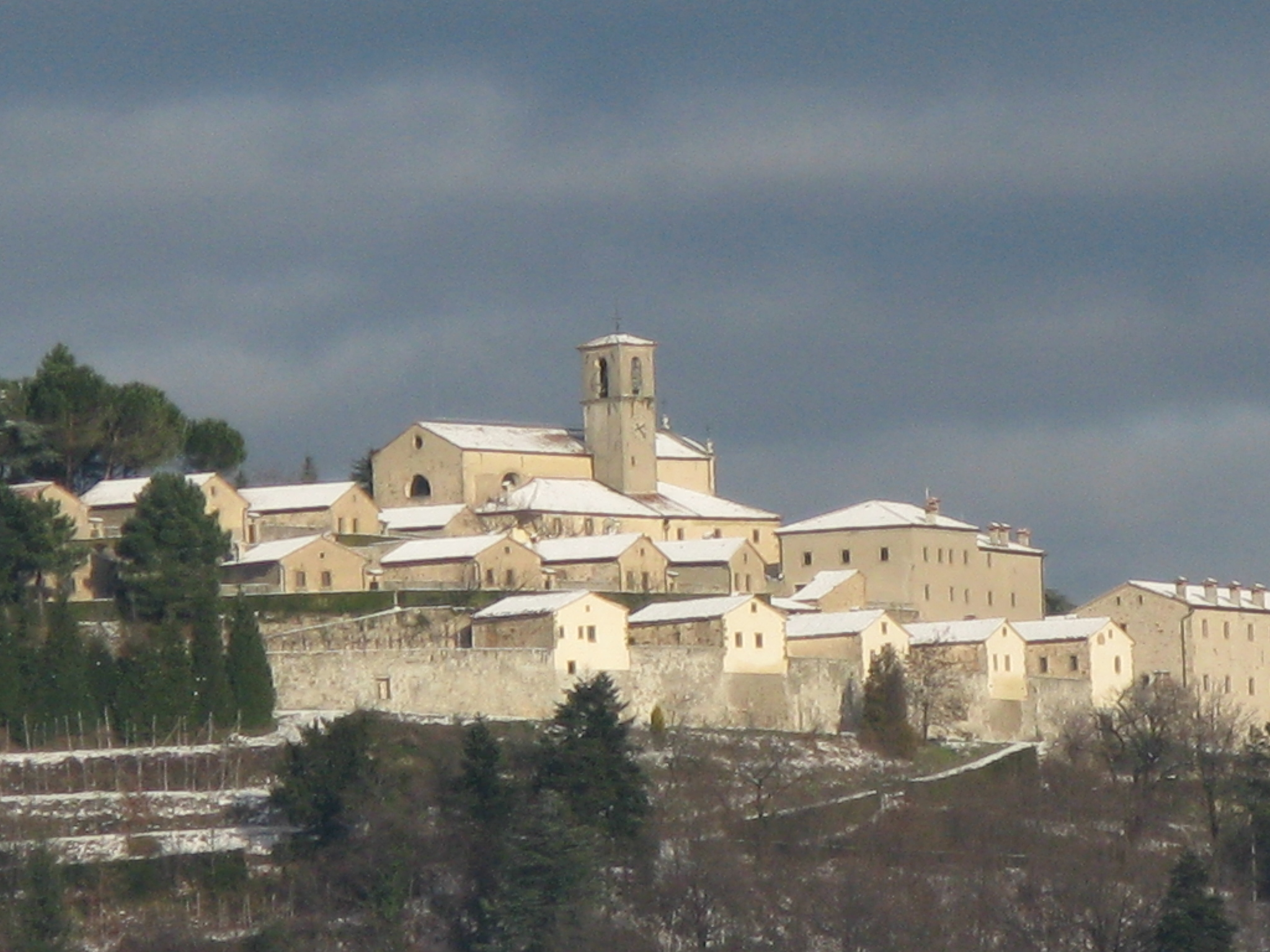
Kamaldulenser-Einsiedelei auf dem Monte Rua
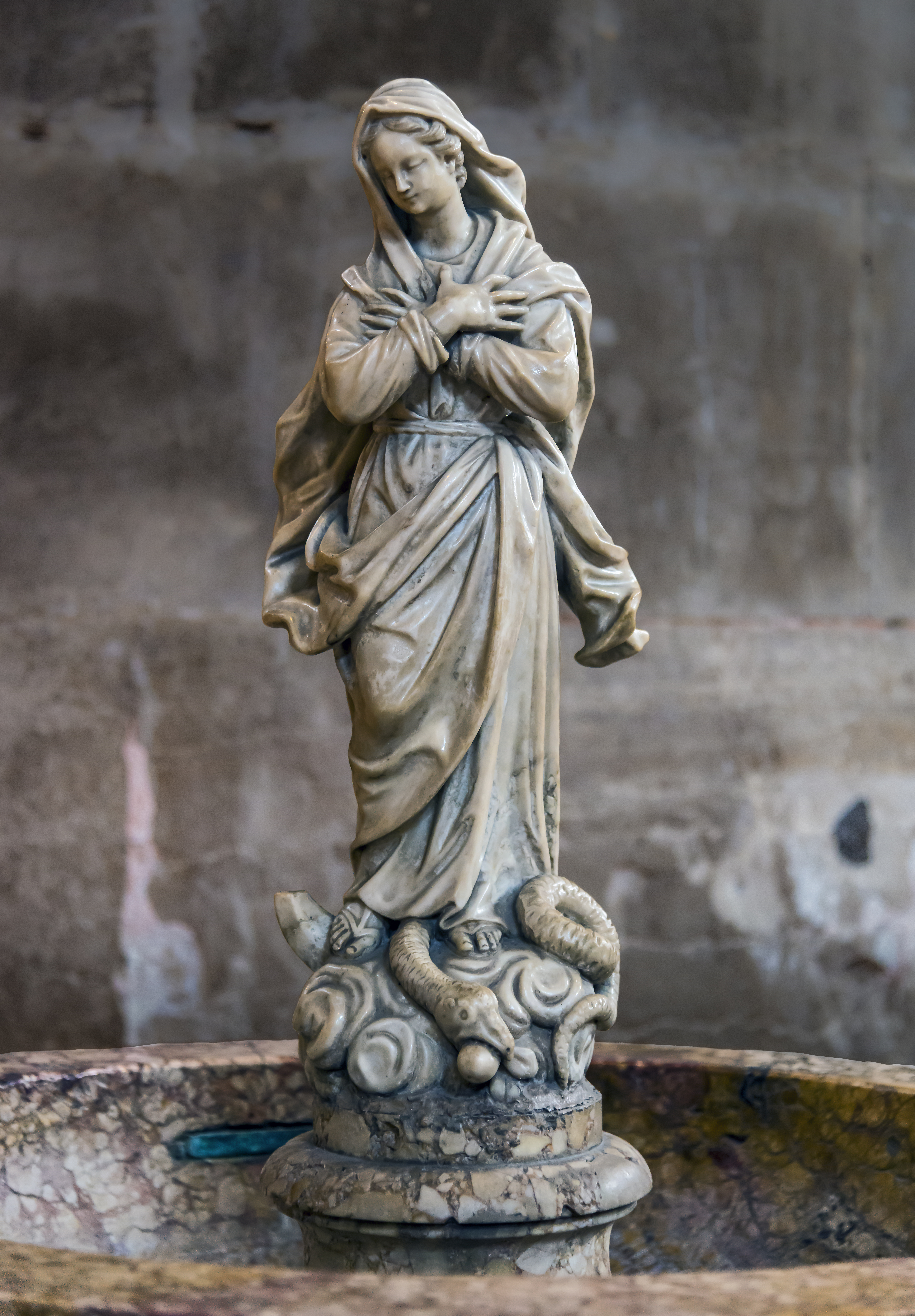
Statue der Unbefleckten Empfängnis von der Einsiedelei.